# St. Willibald
St. Willibald, Sankt Willibald – gmina w Austrii, w kraju związkowym Górna Austria, w powiecie Schärding. Liczy 1112 mieszkańców.